# Talkin Wire
Talkin Wire ist eine von 1985 bis 1988 und erneut ab 1989 bestehende Rockband aus Hameln.

## Geschichte
Im Dezember 1985 gründeten die Schulfreunde Mirko Wiemann, Michael Bock, Uli Namislo und Kai Papenfuß in Hameln die Band Talkin Wire (dt.: Sprechender Draht). Der erste Auftritt fand am 20. Dezember 1985 in der Aula der Wilhelm-Raabe-Schule in Hameln im Rahmen der Schulweihnachtsfeier statt. 1987 stießen Angelika Schwaff an den Keyboards und der Gitarrist Roger Breitenfeld hinzu. Das führte zu diversen Umsetzungen in der Band und gipfelte schließlich 1988 in der Auflösung.
1989 beschlossen die Gründungsmitglieder Mirko Wiemann, Michael Bock und Kai Papenfuß die Neugründung. Mirko Wiemann hatte in der Schule den Gitarristen Marc Schwekendiek kennengelernt. Der damalige Gitarrist Michael Bock übernahm kurzerhand den Bass. Diese Konstellation hatte bis 2023 Bestand. Der erste Auftritt nach der Neugründung fand am 21. Oktober 1989 auf der 1. Tündernschen Rocknacht statt. 2010 komplettierte der langjährige Produzent, Jörg Matusczyk, die Band am Keyboard.
Talkin Wire hat sich in den 30 Jahren Bandgeschichte eine treue Fangemeinde im Weserbergland erspielt. In den Musikveranstaltungen im Weserbergland treten Talkin Wire mittlerweile als Headliner auf. In den letzten Jahren spielte Talkin Wire auch im Vorprogramm von Pur und Wingenfelder.
Gitarrist Marc Schwekendiek pausiert seit 2022 aufgrund eines Auslandseinsatzes und wird seit Frühjahr 2023 durch Steffen Klimasch vertreten. Mittlerweile ist Klimasch festes Bandmitglied. Bei den Weihnachtskonzerten 2023 reiste Schwekendiek überraschend an und spielte spontan einige Stücke an der Gitarre mit. Ende 2023 verließ Gründungsmitglied Michael Bock nach knapp 35 Jahren die Band und wird seit 2024 durch Martin Weber ersetzt.
Am 7. April 2024 verstarb völlig überraschend Keyboarder und Produzent Jörg Matusczyk.

## Konzerte
Talkin Wire gibt alle zwei Jahre ein Weihnachtskonzert in einer Kirche, zu dem sich die Band bekannte Gäste und Musiker einlädt. Von 1985 bis 2015 fand das Weihnachtskonzert in der St.-Christophorus-Kirche in Tündern statt. 2017 brach die Band mit dieser Tradition und veranstaltete das Weihnachtskonzert in der St.-Johannis-Kirche in Groß Berkel, zu dem sie sich namhafte Musiker wie Sherman Noir und Mathis Richter-Reichhelm einlud.
Talkin Wire ist bekannt für die Teilnahme an Benefizkonzerten und spielt ganze Konzerte an Förderschulen.

## Diskografie
- 1992: Fadin’ Colours (Prime Time)
- 1995: Fist to Hand (Big House)
- 2004: Live & Acoustic (Z-Dynamix), Livealbum
- 2010: Believe (housemaster records)
- 2014: Today (housemaster records)
- 2019: No Limits (housemaster records)